# 伊藤京子 (ソプラノ歌手)
伊藤 京子（いとう きょうこ、本名：長谷川 京（はせがわ きょう）、1927年（昭和2年）2月22日 - 2021年 (令和3年) 7月25日 ）は、日本の声楽家（オペラ・ソプラノ歌手）、音楽教育者。国立音楽大学名誉教授、静岡文化芸術大学客員教授。

## 略歴
静岡県掛川市出身。1943年（昭和18年）4月、東京音楽学校甲種師範科に入学。1947年（昭和22年）に同校を卒業した、研究科を修了。城多又兵衛、酒井弘、浅野千鶴子、田中伸枝、原信子、フェルディナント・グロスマン、マルガレーテ・ネトケ＝レーヴェ等に師事。
1949年（昭和24年）第18回日本音楽コンクール声楽部門で第1位を獲得。1950年（昭和25年）東宝交響樂團ベートーヴェン『フィデリオ』（指揮：近衛秀麿）でオペラデビュー。以後、東京藝術大学、藤原歌劇團、長門美保歌劇團、二期會、日生劇場、東京オペラ協會、關西オペラグループ等の主催により、計八十余本にのぼるオペラに出演し、実力と人気を兼ね備えた、戦後の日本を代表するプリマドンナとして一世を風靡した。モーツァルトの諸役や日本の創作オペラで卓越した歌唱を聞かせたが、特に重要な持ち役としては、團伊玖磨『夕鶴』つうと、J.シュトラウス2世『こうもり』ロザリンデがあり、なかでも『夕鶴』のつうは当たり役で、1954年（昭和29年）の北京公演で絶賛されたほか、数多く演じている。また、NHK交響楽団、日本フィルハーモニー交響楽団、東京フィルハーモニー交響楽団をはじめ、多くのオーケストラと共演を行っている。
歌曲についても造詣が深く、とりわけ日本歌曲のコンサート・レコーディングでは目覚ましい活躍をしている。
後進の育成にも力を注ぎ、国立音楽大学教授、名古屋音楽大学教授、沖縄県立芸術大学教授、相愛大学（相愛女子大学）講師を務め、増田いずみ、永井和子、佐藤ひさら、本島阿佐子等の優秀な門下生を数多く育てた。
2021年7月25日、老衰の為に死去。94歳没。

## 受賞・栄典
- 1964年 第5回毎日芸術賞[6][8] ヴェルディ生誕150年記念公演 歌劇『椿姫』1963年7月 東京文化会館 上演関係者（ヴィオレッタ・ヴァレリー役）[9][10]
- 1969年 第19回芸術選奨文部大臣賞[6][8][11] 團伊玖磨歌曲演奏会 1968年12月[12]
- 1971年 第12回毎日芸術賞[8] プーランクのモノ・オペラ『声』の歌唱 1970年5月 第一生命ホール[13]
- 1988年 紫綬褒章[1]
- 1988年12月31日 第39回NHK紅白歌合戦において審査員を務める
- 1989年 昭和63年度（第45回）日本芸術院賞[1]
- 1995年 日本芸術院会員[1]
- 1997年 勲三等瑞宝章[1]
- 1999年 第52回中日文化賞[14]

## 主な録音
2001年12月19日、ビクターより本人選曲で初のベストアルバム『MY FAVORITE SONGS』がリリースされた。その他にも、オペラ『夕鶴』（全曲）をはじめとして、オムニバス版を含め、過去の録音が大量に存在する。

## 楽界への貢献
- 公益社団法人日本演奏連盟理事長（1996年 - 2015年）。現在は理事（非常勤）
- 日本音楽コンクール顧問。
- 二期会名誉会員[16]
- 静岡国際オペラコンクール審査委員長[5]（第1回（1996年） - 第6回（2011年））[17]